# Crematogaster ashmeadi
Crematogaster ashmeadi es una especie de hormiga acróbata del género Crematogaster, familia Formicidae. Fue descrita científicamente por Mayr en 1886.
Habita en el continente americano, en las Bahamas y los Estados Unidos (Misisipi hasta San Luis, Misuri). Se la ha encontrado a elevaciones que van desde los 2 hasta los 335 metros de altura, en áreas boscosas secas y húmedas, en árboles de mucha antigüedad, en variedad de matorrales y bordes de campos. Construye sus nidos en madera muerta y se alimenta en las copas de los árboles, además se la ha encontrado en los troncos de los árboles, lo que les permite acceder al alimento. Esta especie tiene la capacidad de beber los líquidos de los excrementos de pájaros que se encuentran en los follajes y la carroña.
Además se encuentra en varios microhábitats como ramas sobre el suelo o aquellas que se encuentran en arbustos leñosos, en ramas de pino, en bambúes, en sitios donde abunda la madera muerta y la vegetación baja.

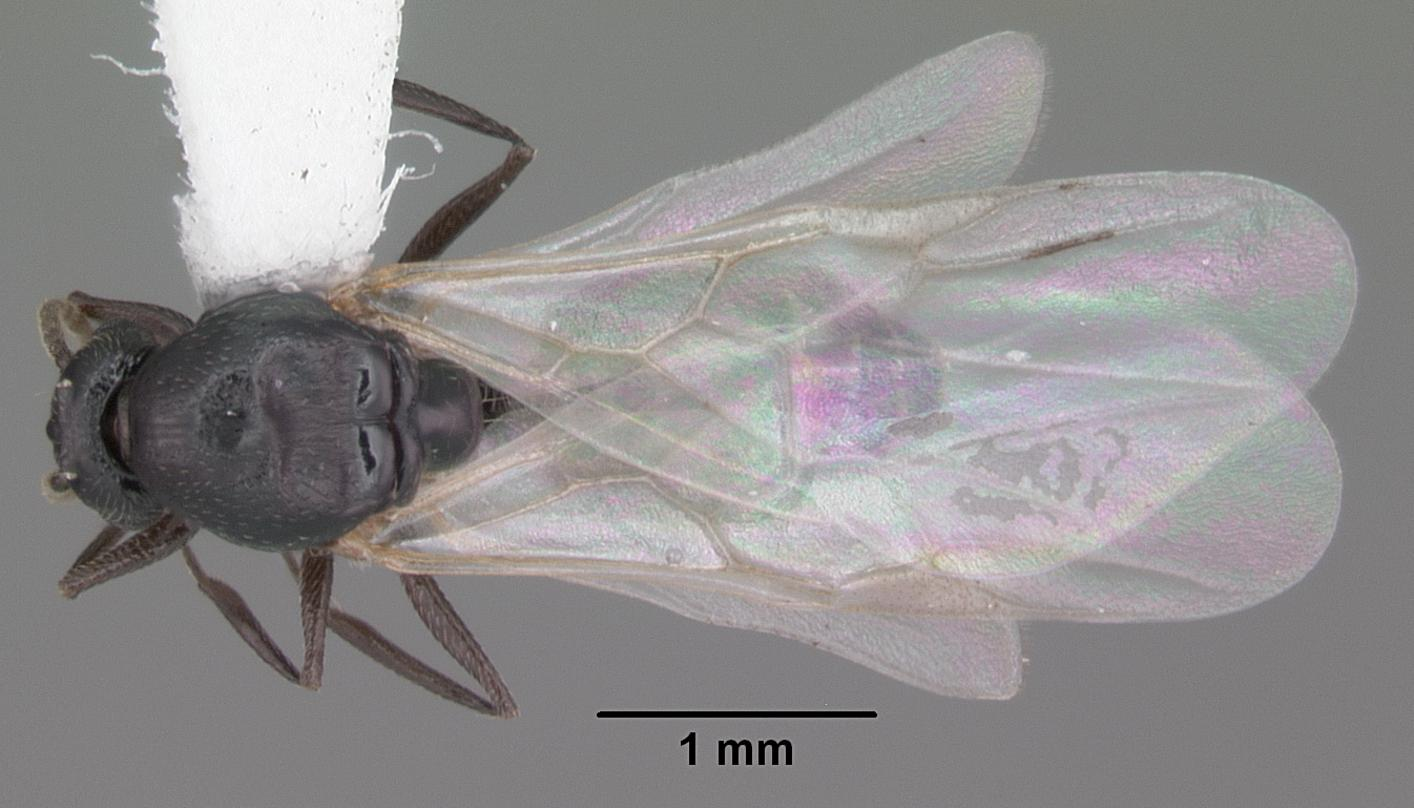
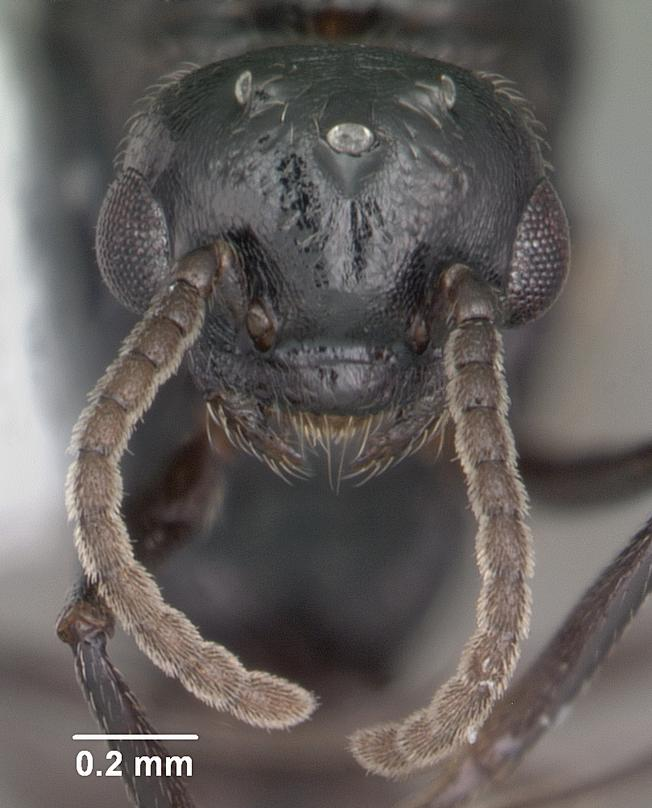
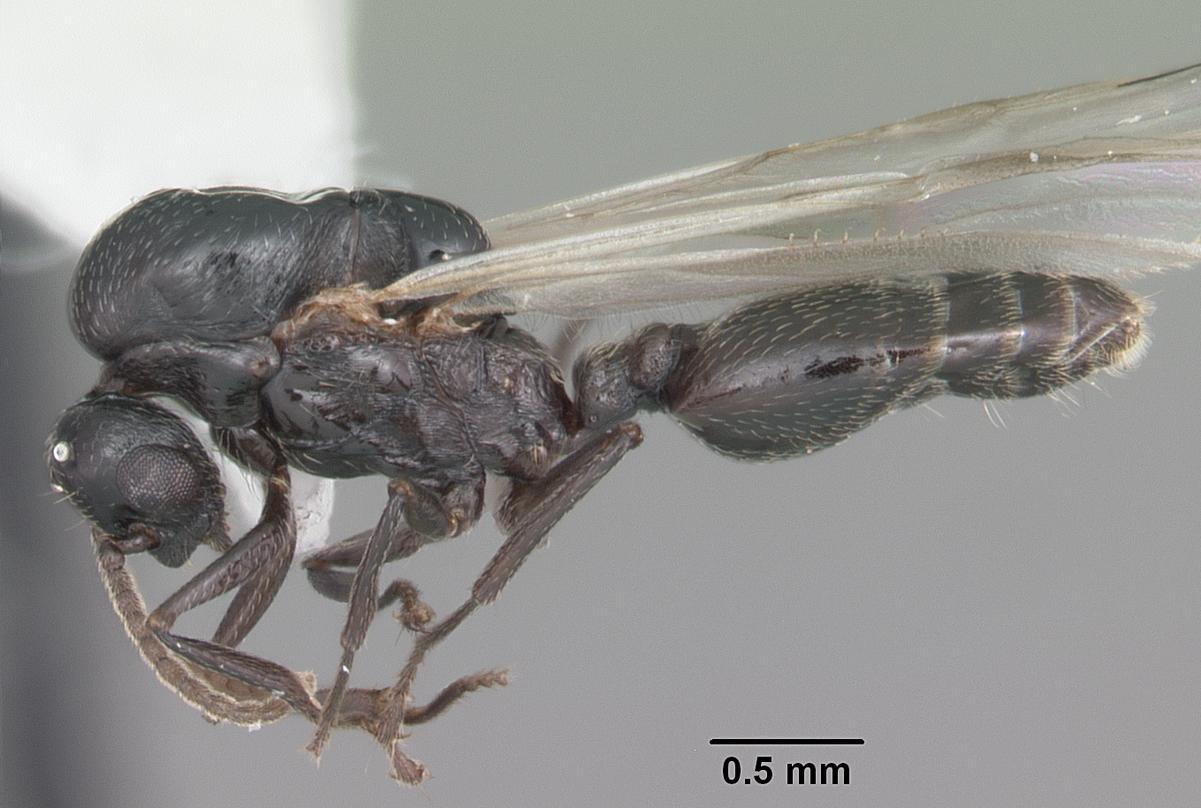
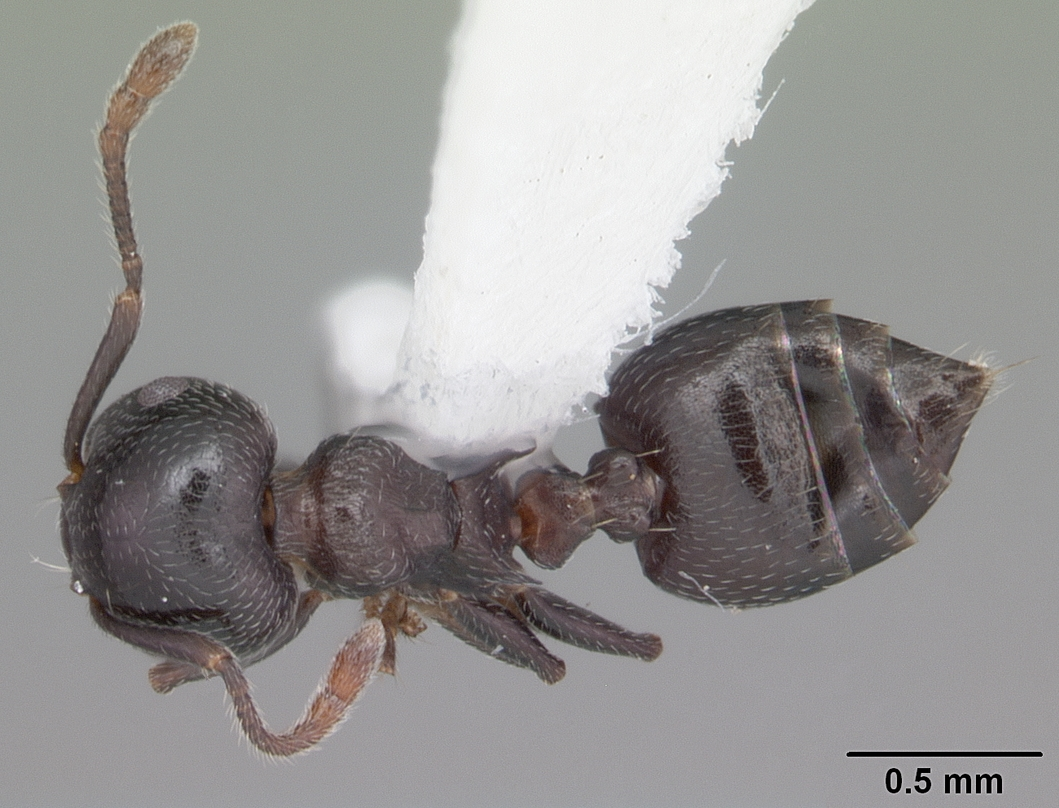
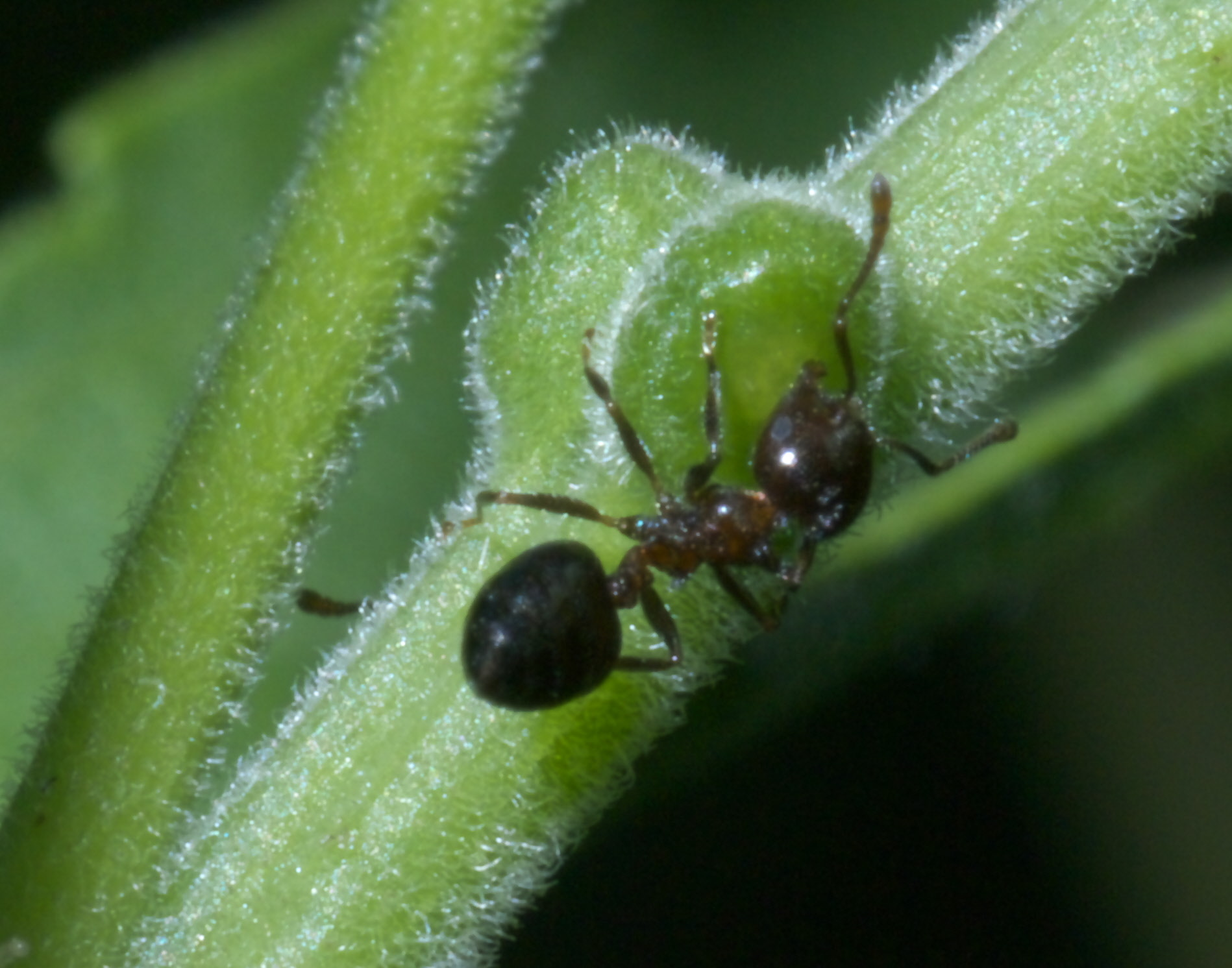